# Carlos Martel
Carlos Martel (em francês:  Charles Martel; em alemão:  Karl Martell; em latim: Carolus Martellus; 21 de junho de 690 – Quierzy-sur-Oise, 22 de outubro de 741) foi Mordomo do Palácio (essa posição era comum na Dinastia Merovíngia, iniciada por Clóvis; pelo fato de os reis desta dinastia serem considerados "indolentes", preguiçosos, quem de fato governava era quem ocupava o posto de Mordomo do Palácio, chamado também de Prefeito do Palácio) de 717 a 741 e duque da Austrásia e o soberano de facto dos Francos. Filho ilegítimo de Pepino de Herstal, prefeito do palácio da Austrásia com sua concubina Alpaida, e nascido em Herstal, no que agora é a Valônia, na Bélgica, Martel expandiu seu domínio sobre os três reinos francos: Austrásia, Nêustria e Borgonha.
É mais lembrado por ter vencido a Batalha de Poitiers (ou batalha de Tours) em 732, tradicionalmente considerada  a ação que salvou a Europa do expansionismo muçulmano que já havia conquistado a Península Ibérica; a partir de então não houve mais invasões muçulmanas nos territórios francos, e a vitória de Carlos é considerada decisiva para a história medieval na medida em que conteve a expansão islâmica nas fronteiras francas.
Embora inicialmente lembrado simplesmente como o líder do exército cristão que prevaleceu em Tours, Carlos Martel foi um verdadeiro gigante do início da Idade Média. Um general brilhante numa época privada desse talento, ele é considerado o pai da cavalaria pesada ocidental, das ordens de cavalaria e fundador do Império Carolíngio (Pepino o Breve, seu filho, daria o nome de Império Carolíngio devido a Carlos Martel e não devido a Carlos Magno, neto de Carlos Martel), e um catalisador para o sistema feudal que acompanharia a Europa através da Idade Média (embora descobertas acadêmicas recentes sugerem que ele era mais um dos beneficiários do sistema feudal que um agente causador das mudanças sociais).[carece de fontes?]
Foi prefeito do palácio (ou seja, responsável pela administração sob o Rei) do Reino Franco do Oriente, a partir de 717. Em 731 tomou as rédeas da totalidade do Reino. Recebeu do Papa Gregório III o título de Herói da Cristandade.

## Biografia

### Conquista do poder difícil
Em dezembro de 714, Pepino de Herstal morreu, e seu filho Carlos foi designado para retomar o cargo de prefeito do palácio que ocupava o defunto, estando os seus meios-irmãos Drogo de Champanhe e Grimoaldo II também mortos.
Mas aos olhos de Plectruda, a primeira esposa de Pepino de Herstal, Carlos era considerado como um filho ilegítimo porque este nasceu de Alpaida, uma outra esposa nobre e elegante que Pepino havia tomado apesar de já ser casado. Plectruda portanto, fez tudo para o descartar do poder e preservar o futuro de Teodoaldo, filho bastardo de seu filho legítimo Grimoaldo, herdeiro de todos seus domínios, que tinha apenas 6 anos. Rapidamente, Plectruda sequestrou Carlos Martel, o filho sobrevivente mais velho de seu marido, um bastardo, e o aprisionou em Colônia, a cidade que estava destinada a ser sua capital. Isto evitou uma revolta a seu favor na Austrásia, mas não na Nêustria.
Em 715, a nobreza neustriana proclamou Ragenfrido prefeito do palácio em favor de - e aparentemente com seu apoio - Dagoberto III, o jovem rei, que de fato tinha a autoridade legal de escolher o prefeito, apesar de nessa época a dinastia merovíngia ter perdido a maioria de seus poderes régios.
Os austrasianos não suportariam uma mulher e seu jovem filho por muito tempo. Antes do final do ano, Carlos Martel havia escapado da prisão e foi aclamado prefeito pelos nobres austrasianos. Os neustrianos atacaram a Austrásia, e os nobres austrasianos esperavam por um homem forte que os liderasse contra os invasores. Naquele ano, Dagoberto morreu e os neustrianos proclamaram Quilperico II rei sem o apoio dos outros reinos francos.
Em 716, Quilperico e Ragenfrido comandaram um exército invasor na Austrásia. Os neustrianos se aliaram a uma outra força invasora liderada por Radbod, rei dos frísios e encontraram Carlos em batalha próximo a Colônia, ainda sob domínio de Plectruda. Carlos tinha pouco tempo para reunir um exército, ou prepará-lo, e o resultado foi a única derrota que ele sofreu na sua vida. De fato, ele fugiu do campo de batalha logo que ele percebeu que não tinha tempo nem homens para vencer, escapando para as montanhas do Eifel. O rei e seu prefeito então se voltaram para atacar seu outro rival na cidade, tomá-la e ao tesouro, e receber o reconhecimento de Quilperico como rei e Ragenfrido como prefeito. Plectruda então se rendeu em favor de Teodoaldo.
Nessa conjuntura, os eventos favoreceram Carlos. Tendo feito as preparações necessárias, Carlos atacou o exército triunfante próximo a Malmedy, quando este retornava ao seu reino, e em seguida, na batalha de Amblève, derrotou-o e afugentou-o. Várias coisas são notáveis nessa batalha, na qual Carlos estabeleceu os padrões para o resto de sua carreira militar: primeiro, ele surgiu onde seus inimigos menos esperavam, enquanto eles marchavam triunfalmente para casa e estavam em maior número do que ele. Ele também atacou quando menos se esperava, ao meio-dia, quando os exércitos daquela época tradicionalmente descansavam. Finalmente, ele os atacou como eles menos esperavam, fingindo uma retirada para atrair os seus inimigos a uma emboscada. A retirada dissimulada, quase desconhecida na Europa Ocidental na época - era tradicionalmente uma tática oriental, muito utilizada pelos hunos - exigia uma disciplina extraordinária das tropas e o comando preciso dos comandantes. Carlos, nessa batalha, começou a demonstrar a genialidade militar que marcaria seu governo, nunca atacando seus inimigos onde, quando e como eles esperavam, e o resultado foi um período de vitórias contínuo que só terminou com sua morte.
Na primavera de 717, Carlos retornou à Nêustria com seu exército e confirmou sua supremacia com uma vitória em Vincy, próximo a Cambrai. Ele perseguiu o rei fugitivo e o prefeito até Paris antes de voltar a negociar com Plectruce em Colônia. Ele tomou a cidade e dispersou os partidários dela. Ele deixou Plectruda e Teodoaldo vivos, tratando-os com bondade - comportamento incomum para a época, quando a piedade com um ex-inimigo, ou com um potencial rival, era rara.

### Pacificação do reino franco
Com seu sucesso, ele proclamou Clotário IV rei da Austrásia em oposição a Quilperico I e depôs o arcebispo de Reims, Rigoberto, substituindo-o por Milo, que o apoiou por toda a vida. Após subjugar toda a Austrásia, ele marchou contra Radbod que se tinha aliado com o duque Odão da Aquitânia e da Vascônia e o empurra de volta ao seu território, tendo-lhes imposto a primeira derrota a 14 de Outubro de 719 em Néry, entre Senlis e Soissons.
Ele se comprometeu ainda a empurrar a fronteira oriental do reino: de 720-738, e conquistou a Áustria e sul da Alemanha. Em 734, na Batalha do Boarn (Boorne), os frísios comandados pelo rei Poppo (674-734) foram derrotados pelos francos, que conquistaram a parte ocidental dos Países Baixos até Lauwers.
Ele também despachou os saxões para além do rio Weser e assim assegurou suas fronteiras - em nome do novo rei, naturalmente. Mais do que qualquer outro prefeito do palácio anterior, todavia, o poder absoluto estava com Carlos Martel. Embora ele nunca se preocupasse com títulos, seu filho Pepino se preocupava, e finalmente perguntou ao papa "quem deveria ser rei: quem possuía o título ou quem tivesse o poder?" O papa, altamente dependente dos exércitos francos para sua independência dos lombardos e do poder bizantino (o imperador bizantino ainda se considerava o único imperador "romano" legítimo, e assim, governante de todas as províncias do antigo império, reconhecidas ou não), declarou "que o rei era quem possuía o poder" e imediatamente coroou Pepino. Décadas depois, o filho de Pepino, Carlos Magno, foi coroado imperador pelo papa, estendendo mais ainda o princípio de "quem detinha o poder" revogando a autoridade nominal do imperador bizantino na península Itálica (a qual estava, então, reduzida a pouco mais que Puglia e Calábria na melhor das hipóteses) e na antiga Gália Romana, inclusive os postos avançados ibéricos (Carlos Magno havia se estabelecido na Marca Hispânica, além dos Pirenéus, no que hoje é a Catalunha). Em resumo, apesar do imperador bizantino reivindicar autoridade sobre todo o antigo Império Romano como legítimo imperador "romano", e isto era legalmente verdade, mas que simplesmente não era a realidade. A maior parte do Império Romano do Ocidente estava sob governo carolíngio, e o imperador bizantino quase não tinha mais autoridade no Ocidente desde o século VI. Mesmo assim Carlos Magno, um político completo, preferia evitar uma ruptura completa com Constantinopla. O que estava ocorrendo era o nascimento de uma instituição única na história: o Sacro Império Romano-Germânico. Apesar do mordaz Voltaire ridicularizar sua nomenclatura, dizendo que o Sacro Império não era "nem santo, nem romano, nem um império". Ele constituiu um enorme poder político, especialmente sob as dinastias saxã e saliana, e, em menor grau, por extensão, os Hohenstaufen. Ele durou até 1806, como uma entidade imaginária.
Apesar de seu neto ter sido o primeiro imperador, o "império" tal como era, foi formado durante o governo de Carlos Martel.
Em 718, Quilperico respondeu à nova superioridade de Carlos Martel firmando uma aliança com Odo, duque da Aquitânia, que havia se tornado independente durante a guerra civil de 715. Eles foram derrotados em Soissons por Carlos. O rei fugiu com seu aliado para as terras ao sul do Loire, enquanto Ragenfrido fugiu para Angers. Clotário morreu logo em seguida e Odo desistiu do apoio a Quilperico em troca do reconhecimento de seu ducado, entregando o rei a Carlos, que reconheceu sua majestade sobre todos os francos pela legítima afirmação real de sua maioridade, da mesma forma sobre todos os reinos (718).

### Guerras externas de 718-732
Os anos seguintes foram repletos de disputas. Entre 718 e 723, Carlos manteve seu poder através de uma série de vitórias: ele conseguiu a lealdade de vários importantes bispos e abades (pela doação de terras e dinheiro para a fundação de abadias tais como Echternach), subjugou a Baviera e a Alamânia e derrotou os saxões pagãos.
Tendo unificado os francos sob sua bandeira, Carlos estava determinado a punir os saxões que haviam invadido a Austrásia. Então, em 718, ele devastou suas terras nas margens do Weser, em Lippe e no Ruhr. Ele os derrotou na Floresta de Teutoburgo. Em 719, Carlos tomou a Frísia Ocidental sem grande resistência por parte dos frísios, que já haviam sido súditos dos francos, mas tinham tomado o controle da região com a morte de Pepino. Embora Carlos não confiasse nos pagãos, seu governador, Aldegisel, aceitou o cristianismo, e Carlos enviou Vilibrordo, bispo de Utrecht, o famoso "Apóstolo dos Frísios" para converter a população. Carlos também ajudou bastante Vinfrido, depois Bonifácio, o "Apóstolo dos Alemães".
Quando Quilperico II morreu no ano seguinte (720), Carlos apostou como seu sucessor o filho de Dagoberto III, Teodorico IV, que ainda era uma criança, e que ocupou o trono de 720 a 737. Carlos estava então nomeando os reis a quem ele supostamente servia, rois fainéants que eram meros fantoches em suas mãos; no final de seus reinados eles eram tão imprestáveis que sequer se preocupavam em apontar seu sucessor. Nesse momento, Carlos novamente marchou contra os saxões. Então os neustrianos se rebelaram sob o comando de Ragenfrido, que havia sido deixado no condado de Anjou. Eles foram facilmente derrotados (724), mas Ragenfrido entregou seus filhos como reféns em troca da manutenção de seu condado. Este evento pôs fim às guerras civis no governo de Carlos Martel.
Os próximos seis anos foram dedicados plenamente para assegurar a autoridade franca sobre as tribos germânicas dependentes. Entre 720 e 723, Carlos atacou a Baviera, onde os duques Agilolfingos tinham gradualmente desenvolvido governos independentes, em recente aliança com Liuprando, rei dos lombardos. Ele obrigou os alamanos a acompanhá-lo, e o duque Hugoberto da Baviera se submeteu à suserania franca. Em 725 e 728, ele novamente atacou a Baviera e os laços da nobreza pareciam fortes. Na sua primeira campanha, ele trouxe com ele a princesa agilolfinga Suanaquilda, que aparentemente se tornou sua concubina. Em 730, ele atacou Lanfredo, duque da Alamânia, que havia se tornado independente, e o matou em batalha. Ele obrigou os alamanos a se submeter à suserania franca e não indicou um sucessor para Lanfredo. Dessa forma, a Alemanha meridional mais uma vez se tornou parte do reino franco, assim como o norte alemão já havia se tornado nos primeiros anos de seu governo.
Mas em 730, com todo o reino em segurança, Carlos começou a se preparar exclusivamente para a vinda de ataques a partir do oeste.

### Parar a conquista muçulmana
Em 721, o emir de Córdova havia montado um forte exército vindo do Marrocos, Iêmen e Síria para conquistar a Aquitânia, o enorme ducado no sudoeste da Gália, nominalmente sob soberania franca, mas na prática quase independente nas mãos de Odão, o Grande desde que os reis merovíngios haviam perdido o poder.
Os muçulmanos invasores assediaram a cidade de Toulouse, então a mais importante cidade da Aquitânia, e Odo imediatamente a abandonou em busca de ajuda. Ele voltou três meses depois justamente antes que a cidade estivesse aponto de render e derrotar os invasores muçulmanos em 9 de junho de 721, no que ficou conhecido como a batalha de Toulouse. A derrota foi essencialmente o resultado de um clássico movimento por parte de Odo. Após a fuga inicial de Odo, os muçulmanos ficaram exageradamente confiantes e, ao invés de manter fortes as suas defesas externas em volta do seu campo de cerco e manter as patrulhas, eles não fizeram nem uma coisa nem outra. Assim, quando Odo voltou, ele foi capaz de lançar um ataque surpresa sobre as forças de assédio, dispersando-as no primeiro ataque, e massacrando as unidades que descansavam, e que fugiam sem armas ou armaduras.
Carlos observava a situação ibérica desde Toulouse, convencido que os muçulmanos retornariam, e enquanto ele estava seguro em seus domínios, ele também se preparava para a guerra contra os Omíadas. Ele acreditava na necessidade de um exército em tempo integral, que ele poderia treinar, como um corpo de veteranos para adicionar aos recrutas comuns dos francos convocados em tempos de guerra. Durante a Baixa Idade Média, as tropas estavam disponíveis apenas após as cementeiras terem sido plantadas e antes da época de colheita. Para treinar o tipo de infantaria que se poderia opor à cavalaria pesada muçulmana, Carlos precisava delas o ano todo, o que exigia pagá-las para que suas famílias pudessem manter-se. Para obter este dinheiro, ele tomou propriedades e terras da Igreja, e usou os fundos para pagar aos soldados. O mesmo Carlos que havia assegurado o apoio da Igreja com doação de terras, as tomou de volta entre 724 e 732. A Igreja ficou enfurecida, e, por um tempo, pareceu que Carlos talvez fosse excomungado por suas ações. Mas então uma grande invasão muçulmana começou.
Note-se que Carlos Martel poderia ter continuado as guerras contra os saxões, mas ele estava determinado a se preparar para o que ele pensava ser um grande perigo. Em vez de se concentrar nas conquistas para leste, ele se preparou para ataques do oeste. Ciente do perigo representado pelos muçulmanos após a batalha de Toulouse em 721, ele usou os anos seguintes para consolidar seu poder e para reunir e treinar a elite do exército de veteranos que estaria sempre pronta a defender a cristandade (em Tours).
É também vital notar que os muçulmanos não estavam cientes, à época, da verdadeira força dos francos, ou do fato de que eles estavam montando um exército verdadeiro, e não as típicas hordas de bárbaros que haviam infestado a Europa após o colapso do Império Romano. Eles consideravam as tribos germânicas, inclusive os francos, simplesmente bárbaros e não estavam particularmente preocupados com eles (as Crónicas Árabes, a história daquela época, mostra que a consciência dos francos como um poder militar em crescimento só apareceu após a batalha de Tours quando o califa expressou comoção na derrota catastrófica do seu exército). Além disso, os muçulmanos não se preocupavam com as incursões normais de seus inimigos potenciais; caso contrário, eles certamente teriam notado Carlos Martel como uma força a ser considerada. A completa dominação de Carlos Martel da Europa Ocidental a partir de 717, e as sólidas vitórias contra as forças que contestaram seu domínio, teria alertado os muçulmanos que não era apenas um poder verdadeiro erguendo-se das cinzas do Império Romano do Ocidente, mas também um general realmente talentoso que o estava liderando. Assim, quando eles se lançaram à grande invasão em 732, não estavam preparados para enfrentar Carlos Martel e o exército franco.

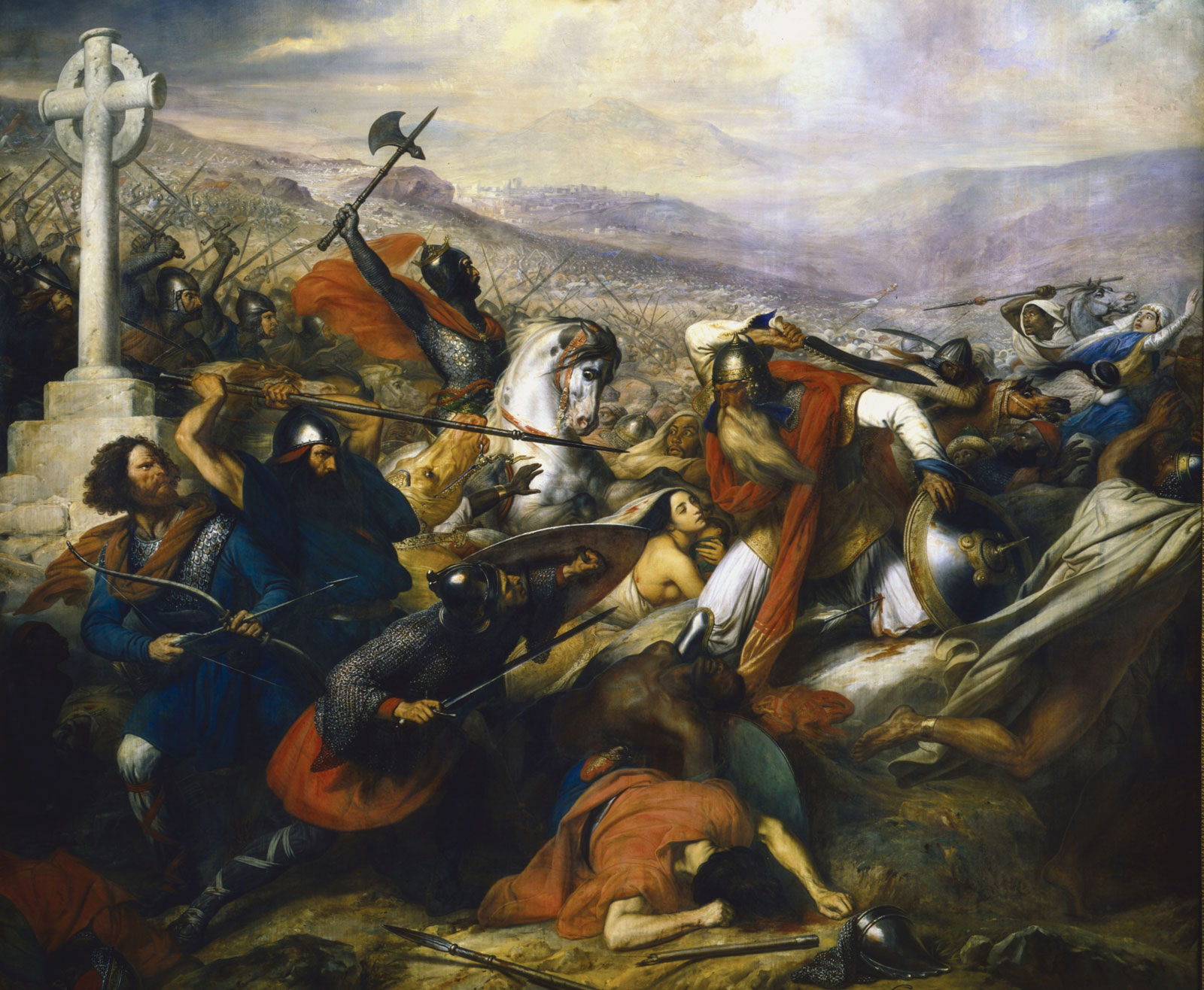
Carlos Martel vencendo os árabes em Poitiers

Em 732, na Batalha de Poitiers, ele enfrentou o exército Omíadas do governador do Alandalus, o emir Abderramão. Com efeito, desde 711, que os muçulmanos ocupavam a Península Ibérica e, gradualmente, continuaram o seu avanço para o norte, para além dos Pirenéus, de modo que a partir de 725, tendo já conquistado Languedoque, eles apreenderam o vale do Rhone, saquearam a cidade de Autun (22 de agosto de 725), e sitiaram, sem sucesso, em território franco, a cidade de Sens.
Na sequência da intervenção do Duque de Aquitânia e da Vascônia, Odo, que os parou uma primeira vez em Toulouse, em 721, as primeiras tentativas foram rejeitadas. Com a vitória, o duque de Aquitânia queria impedir o retorno dos muçulmanos da Espanha, em aliança com Munuza, bérbere e governador muçulmano de Septimânia. Munuza estava em revolta contra seu correlegionários da Espanha. Odo deu-lhe a sua filha em casamento. Mas Munuza foi morto em confronto com governador do Alandalus Abderramão, que, no processo, lançou uma expedição punitiva contra os bascos. Ele envolveu-se em 732 numa dupla ofensiva no sul da Aquitânia, ao lado da Vascônia, e no Vale do Rhone.
Isso, em retrospecto, foi um erro desastroso. O emir Abderramão era um bom general e teria feito duas coisas que negligenciou em fazer: avaliar a força dos francos no avanço da invasão, presumindo que não viriam ajudar seus parentes da Aquitânia; e examinar os movimentos do exército franco e de Carlos Martel. Se ele tivesse feito uma das duas coisas, ele teria abreviado suas pilhagens com a cavalaria leve através da baixa Gália e marchado imediatamente, com seu poder pleno, contra os francos. Essa estratégia teria anulado qualquer vantagem que Carlos tivesse em Tours. Eles não teriam perdido nenhum guerreiro nas batalhas se tivessem priorizado Tours. (Embora eles tivessem perdido poucos homens subjugando a Aquitânia, as casualidades que eles sofreram devem ter sido significantes em Tours.)
Finalmente, os muçulmanos teriam contornado os fracos oponentes tais como Odo, que eles destruiriam como quisessem depois, enquanto se moviam de imediato para a batalha com o poder verdadeiro na Europa, e pelo menos escolhendo o campo de batalha. Enquanto alguns historiadores militares apontam que deixar inimigos nas suas costas não é muito inteligente, os mongóis provaram que o ataque indireto e o contorno de inimigos fracos para eliminar o poder principal é um modo de invasão efetivamente devastador. Nesse caso, aqueles inimigos posicionados virtualmente não ofereciam perigo, dada a facilidade que os muçulmanos os destruíram. O perigo verdadeiro estava em Carlos, e a falha em verificar adequadamente o inimigo provou ser desastrosa. Tivesse o emir Abderramão entendido perfeitamente como Carlos Martel tinha dominado a Europa por 15 anos, e como era talentoso como comandante, ele não teria permitido a Carlos Martel escolher a data e o local de encontro dos dois exércitos, que os historiadores concordam que foi o ponto central da vitória franca.
A habilidade de Carlos Martel teve em matar Abderramão no ápice da batalha, através de um engenhoso ardil cuidadosamente planejado para causar confusão, e seus anos gastos rigorosamente treinando seus homens, foram combinados para fazer o que parecia impossível: os francos de Martel, na prática uma infantaria sem armaduras, resistiu a uma grande cavalaria pesada com lanças de 6 metros e a uma cavalaria ligeira com arco-e-flecha, sem a ajuda de arcos ou armas de fogo. Isto foi uma façanha de guerra quase sem precedentes na história medieval, um feito que até mesmo as legiões romanas com suas pesadas armaduras mostraram-se incapazes de realizar contra os partos, deixando a Carlos Martel o único lugar na história como salvador da Europa e um brilhante general em uma época que não é lembrada por suas lideranças.
Desta vez, o duque Odo não podia detê-los sozinho, e pede a Carlos para vir em seu auxílio. A 19 de outubro de 732, os exércitos de Carlos e do duque unidos enfrentaram o ataque em Moussais no sul de Châtellerault. Carlos fez de tudo para evitar o confronto, mas incentivou saques nas proximidades, o que teve o duplo efeito de saturar de saque os muçulmanos  de e tornar menos móveis. Depois de seis dias de observação, a batalha começou a 25 de outubro e foi bastante breve. Carlos matou o seu líder Abderramão, o que fez com que as tropas muçulmanas decidissem tomar o caminho de volta.
Na década seguinte, Carlos liderou o exército franco contra os ducados orientais da Baviera e Alamânia, e os meridionais da Aquitânia e Provença. Ele tratou o progressivo conflito com os frísios e com os saxões no seu nordeste com algum sucesso, mas a conquista plena dos saxões e sua incorporação ao império franco esperaria pelo seu neto Carlos Magno, inicialmente porque Carlos Martel concentrou a maior parte de seus esforços contra a expansão muçulmana.
Então, no lugar de se concentrar na conquista de seu leste, ele continuou a expandir a autoridade franca para oeste, negando ao Emirado de Córdova apoiar um pé na Europa a partir do Alandalus. Após sua vitória em Tours, Martel continuou nas campanhas de 736 e 737 a combater outros exércitos muçulmanos a partir de bases na Gália após eles novamente tentarem invadir a Europa a partir do Alandalus.
Entre sua vitória em 732 e 735, Carlos reorganizou o reino da Borgonha, repondo os condes e duques com seus fiéis partidários, e assim fortalecendo seu círculo de poder. Ele foi forçado, pelas aventuras de Radbod, duque dos frísios (719-734), filho do duque Aldegisel que tinha aceitado os missionários São Vilibrordo e São Bonifácio, a invadir a considerada independente Frísia novamente em 734. Naquele ano, ele assassinou o duque, que havia expulsado os missionários cristãos, em batalha e então subjugou completamente a população (ele destruiu todos os santuários pagãos) de forma que o povo permaneceu em paz pelos vinte anos seguintes.
Uma forte mudança ocorreu em 735 causada pela morte de Odo, o Grande, que havia sido forçado a reconhecer, embora reservadamente, a suserania de Carlos em 719. Apesar de Carlos desejar unir o ducado diretamente a ele e se dirigir para lá para obter o respeito adequado dos aquitanianos, a nobreza proclamou o filho de Odo, Hunaldo, duque da Aquitânia, a quem Carlos reconheceu quando os árabes invadiram a Provença no ano seguinte, e que da mesma forma foi forçado a reconhecer Carlos como seu soberano, não tendo ele esperanças de repelir os muçulmanos sozinho.
Essa invasão árabe naval foi chefiada pelo filho de Abdul Rahaman. Ele aportou em Narbona em 736 e se moveu rapidamente para se reforçar em Arles penetrar no interior. Carlos temporariamente colocou o conflito com Hunaldo de lado, e defendeu as fortalezas provençais dos muçulmanos. Em 736, ele retomou Montfrin e Avinhão, e Arles e Aix-en-Provence com a ajuda de Liuprando. Nîmes, Agde e Béziers, que estavam sob domínio islâmico desde 725, foram retomadas e suas fortalezas foram destruídas. Ele esmagou um exército muçulmano em Arles, enquanto as forças saíam da cidade, e então a tomou por um direto e brutal ataque frontal, queimando-a para evitar que fosse usada novamente como fortaleza pelos muçulmanos em expansão. Ele então se deslocou rapidamente e derrotou um poderoso exército local muçulmano fora de Narbona, no rio Berre, mas fracassou em tomar a cidade. Historiadores militares acreditam que ele poderia tê-la tomado, tivesse ele escolhido concentrar todos seus recursos para isso - mas ele acreditava que sua vida estava próxima do fim, e ele tinha muito trabalho a fazer para preparar seus filhos para que eles assumissem os domínios francos. Um assalto direto frontal, tal como na tomada de Arles, usando escadas de cordas e aríetes, mais algumas catapultas, simplesmente não era suficiente para tomar Narbona sem perdas assustadoras de vidas para os francos, tropas que Martel sabia que não poderia perder. Nem poderia ele esperar anos para que a cidade se submetesse, anos que ele precisava para montar a administração de um império que seus herdeiros governariam. Ele deixou Narbona, então, isolada e cercada, e seu filho retornaria para libertá-la para a cristandade. A Provença, todavia, ele felizmente libertou de seus ocupantes estrangeiros, e exterminou todos os exércitos islâmicos inimigos capazes de avançar depois. Notável sobre estas campanhas foi a incorporação de Carlos, pela primeira vez, da cavalaria pesada com estribos para aumentar suas falanges. Sua habilidade em coordenar infantaria e cavalaria experientes era inigualável naquela época e lhe permitiu enfrentar invasores em maior número, e derrotá-los absoluta e repetidamente. Alguns historiadores acreditam que particularmente a batalha contra a principal força muçulmana no rio Berre, próximo a Narbona, foi uma importante vitória tanto para os cristãos europeus quanto para Tours. Em Barbarians, Marauders, and Infidels ("Bárbaros, Saqueadores e Infiéis"), Antonio Santosuosso, professor emérito de História da Universidade de Western Ontario e considerado um especialista em história do período, desenvolveu uma interessante opinião moderna sobre Martel, Tours e as campanhas subsequentes contra o filho de Abederramão em 736-737. Santosuosso afirma convincentemente que as derrotas dos exércitos invasores muçulmanos posteriores foram no mínimo tão importantes quanto Tours na defesa da cristandade e na preservação do monasticismo ocidental, monastérios que eram os centros do conhecimentos que no final das contas tirariam a Europa da escuridão da Idade Média. Outro argumento seu, bastante convincente, após o estudo das histórias árabes do período, afirma que aqueles eram nitidamente exércitos de invasão, enviados pelo califa não apenas para vingar Tours, mas para iniciar a conquista da Europa cristã e incorporá-la ao Califado.
Além disso, e diferente de seu pai, o filho de Abederramão em 736-737 conhecia o poderio franco, e sabia que Martel pessoalmente era uma força a ser enfrentada. Ele não tinha a intenção de permitir a Martel surpreendê-lo e ditar as regras, como seu pai havia feito. Por isso, concentrou-se numa substancial porção das planícies costeiras em torno de Narbona em 736 e reforçou fortemente seu posto avançado no interior em Arles. Seu plano era se deslocar de cidade em cidade, reforçando-as ao seguir em frente, e se Martel desejasse evitar que fosse criado um enclave permanente para a expansão do Califado, teria de vir até ele, em campo aberto, onde ele, diferente de seu pai, ditaria a batalha. Tudo estava como planejado, até que Martel chegou, mais depressa do que os muçulmanos esperavam que ele pudesse reunir todo seu exército. Desafortunadamente para o filho de Abederramão, contudo, ele havia superestimado o tempo que Martel levaria para desenvolver uma cavalaria pesada equivalente à muçulmana. O Califado acreditava que ele levaria uma geração, mas Martel obteve sucesso em apenas cinco anos. Preparados para enfrentar as falanges francas, os muçulmanos estavam despreparados para enfrentar uma força mista de cavalaria pesada e infantaria numa falange. Assim, Carlos Martel novamente defendeu a cristandade e parou a expansão islâmica na Europa, fechando definitivamente a janela dos muçulmanos quando eles eram capazes de fazê-lo. Estas derrotas foram as últimas grandes tentativas de expansão do Califado Omíada antes da destruição da dinastia na batalha do Zabe, especialmente após a destruição total do exército muçulmano no rio Berre, próximo a Narbona, em 737.

### Criação da linha carolíngia
Em 737, no final de suas campanhas na Provença e na Septimânia, o rei Teodorico IV morreu. Martel, que se intitulou majordomo e príncipe e duque dos francos (princeps et dux Francorum), não apontou um novo rei e ninguém aclamou um. O trono permaneceu vago até a morte de Martel. Como o historiador Charles Oman afirma, "ele não se preocupou com títulos, contanto que o poder estivesse em suas mãos".
O interregno, os quatro últimos anos da vida de Carlos, foi mais pacífico que o resto de seu governo, e a maior parte de seu tempo nesse período foi gasta em planos administrativos e organizacionais para criar um estado mais eficiente. Todavia, em 738, ele compeliu os saxões da Vestfália a lhe pagar tributo e, em 739, controlou uma revolta na Provença, com os rebeldes sob a liderança de Mauronto.
Carlos dedicou-se a integrar os domínios afastados de seu império à igreja franca. Ele criou quatro dioceses na Baviera (Salzburgo, Ratisbona, Frisinga e Passau) e as entregou a Bonifácio como arcebispo e metropolita sobre toda a Alemanha a leste do Reno, com sua sede em Mogúncia. Bonifácio estava sob sua proteção desde 723; de fato o santo explicou para seu antigo amigo, Daniel de Winchester, que sem isso ele nunca poderia administrar sua igreja, defender seu clero, nem evitar a idolatria. Foi Santo Bonifácio quem defendeu Carlos de forma decisiva nas suas ações de tomar as terras eclesiásticas para pagar seus exércitos na época da batalha de Tours, como algo que ele teve que fazer para defender a cristandade.
Em 739, o papa Gregório III pediu ajuda a Carlos contra Liuprando, mas Carlos não gostou da ideia de lutar contra seu antigo aliado e ignorou o pedido papal. Apesar de tudo, os apelos papais por proteção franca mostraram até onde Martel havia chegado desde os dias em que ele esteve passível de excomunhão, preparando o palco para seu filho e seu neto reorganizarem a Itália para satisfazer o papado, e protegê-lo.

## Morte
Carlos Martel morreu em 15 de outubro de 741, em Quierzy-sur-Oise, no que hoje é o departamento de Aisne na região da Picardia, na França. Ele foi sepultado na Basílica de Saint-Denis em Paris. Seus territórios foram divididos entre seus filhos adultos um ano antes: a Carlomano ele entregou a Austrásia e a Alamânia e a Turíngia (com a Baviera como vassala); a Pepino o Breve a Nêustria, a Borgonha e a Provença (com a Aquitânia como vassala); e para Grifo não deixou nada, apesar de algumas fontes indicarem que Carlos Martel tencionou dar-lhe uma faixa de terra entre a Nêustria e a Austrásia.
Edward Gibbon o chamou de "o herói da época" e declarou "A Cristandade… continuou… pelo gênio e boa sorte de um homem: Carlos Martel".

## Legado
No início da carreira de Carlos Martel, ele tinha muitos oponentes internos e sentiu a necessidade de apontar seu próprio pretendente real, Clotário IV. Com sua morte, no entanto, a dinâmica do governo na Francia havia mudado, não sendo mais necessário consagrar um merovíngio, nem por defesa ou legitimidade; Carlos dividiu seus domínios entre seus filhos sem oposição (apesar de ele ignorar seu filho mais jovem, Bernardo). Enquanto isso, ele fortaleceu o estado franco pelas derrotas consistentes, através de estratégias superiores, sobre várias nações estrangeiras hostis que o cercavam por todos os lados, inclusive os bárbaros saxões, que seu neto Carlos Magno subjugaria completamente, e os mouros, que ele evitou que abrisse um caminho para a dominação da Europa.
Carlos foi um produto raro da Baixa Idade Média: um general estrategista brilhante, que também era um comandante tático por excelência, capaz de no calor da batalha adaptar seus planos às forças e aos movimentos dos inimigos - e, espantosamente, derrotá-los repetidamente, especialmente quando, como em Tours, quando eles eram muito superiores em número de homens e armas, e em Berre e Narbona, quando eles eram superiores em número de guerreiros corajosos. Carlos possuía a mais elevada qualidade com a qual se define a grandiosidade genuína em um comandante militar: ele antevia os perigos que seus inimigos poderiam causar, e se preparava para eles com cuidado; ele usava o solo, a hora, o lugar e a lealdade feroz de suas tropas para contrabalançar a superioridade de seus inimigos em armas e táticas; e, finalmente, ele se adaptava, repetidamente, ao inimigo no campo de batalha, mudando rapidamente para compensar o inesperado e o imprevisível.
Edward Gibbon, a quem se atribui o fato de Martel ser conhecido, não estava sozinho entre os grandes historiadores da Idade Média na glorificação intensa de Martel; Thomas Arnold classifica a vitória de Carlos Martel até mesmo acima da vitória de Armínio no seu impacto sobre toda a história moderna:
"A vitória de Carlos Martel em Tours foi um daqueles sinais de libertação que influenciaram por séculos a alegria da humanidade". (History of the later Roman Commonwealth, vol ii. pág. 317.).
Historiadores alemães são especialmente ardentes em seus elogios a Martel e nas suas crenças de que ele salvou a Europa e a cristandade da conquista total do Islão, elogiando-o também por rechaçar os ferozes bárbaros saxões de suas fronteiras. Schlegel fala sobre suas "poderosas vitórias" em termos de calorosa gratidão, e conta como "o braço de Carlos Martel salvou e livrou as nações cristãs do Ocidente da captura fatal da destruição completa pelo Islão, e Ranks aponta sua época
"como uma das mais importantes épocas na história da humanidade, o início do oitavo século, quando em um dos lados o Islamismo ameaçava conquistar a Itália e a Gália, e do outro a antiga idolatria da Saxônia e da Frísia mais uma vez forçava uma passagem através do Reno. As instituições cristãs em perigo, um jovem príncipe da raça germânica, 'Karl Martell', surgiu entre os seus defensores, mantendo-os com toda a energia necessária para a autodefesa e finalmente estendendo-a a novas regiões."
Em 1922 e 1923, o historiador belga Henri Pirenne publicou uma série de ensaios, conhecidos coletivamente como a "Tese de Pirenne", que permanecem influentes até hoje. Pirenne acredita que o Império Romano continuou, nos reinos francos, até a época das conquistas árabes no século VII. Estas conquistas interromperam as rotas de comércio do Mediterrâneo levando a economia europeia ao declínio. Tal interrupção continuada teria significado um desastre completo exceto por Carlos Martel ter parado a expansão islâmica na Europa de 732 em diante.
O professor Santosuosso talvez resuma Martel melhor quando ele fala sobre sua chegada para ajudar seus aliados cristãos em Provença, empurrando os muçulmanos de volta à Península Ibérica definitivamente na década de 730:
"Após reunir forças em Saragoça os muçulmanos entraram no território francês em 735, cruzando o rio Ródano e capturando e despojando Arles. De lá eles atacaram o interior da Provença, terminando com a captura de Avinhão, apesar da forte resistência. As forças islâmicas permaneceram em território francês por cerca de quatro anos, conduzindo incursões em Lyon, Borgonha e Piemonte. Novamente Carlos Martel veio em ajuda, reconquistando a maior parte dos territórios perdidos em duas campanhas em 736 e 739, exceto a cidade de Narbona, que finalmente caiu em 759. A segunda expedição (muçulmana) foi provavelmente mais perigosa que a primeira em Poitiers. Já seu fracasso (pelas mãos de Martel) pôs um fim a qualquer expedição séria muçulmana através dos Pirenéus (para sempre)."
Nos Países Baixos, uma parte vital do Império Carolíngio, ele é considerado um herói. Na França, e especialmente na Alemanha, ele é reverenciado como um herói de proporções épicas.
Hábil como administrador e governante, Martel organizou o que se tornaria o governo europeu medieval: um sistema de feudos, leais aos barões, condes, duques e finalmente ao rei, ou no seu caso, simplesmente ao majordomo e príncipe e duque dos francos. Sua coordenação próxima da igreja com o estado iniciou o padrão medieval para semelhantes governos. Ele criou o que se tornaria o primeiro exército ocidental permanente desde a queda de Roma pela sua manutenção de um corpo de veteranos leais em torno dos quais ele organizou a cobrança normal de impostos feudais. Em essência, ele mudou a Europa de uma horda de bárbaros atacando-se uns aos outros, para um estado organizado.

### Começo da Reconquista
Ainda que isso exigisse outras duas gerações para que os francos expulsassem todas as guarnições árabes da Septimânia para além dos Pirenéus, a contenção da invasão por Carlos Martel do solo francês invertendo os avanços islâmicos, e a unificação dos reinos francos sob Martel, seu filho Pepino o Breve e seu neto Carlos Magno criaram um poder ocidental que evitou que o Emirado de Córdova se expandisse para além dos Pirenéus. Martel, que em 732 estava às portas da excomunhão, em vez disso foi reconhecido pela Igreja como seu defensor supremo.
O papa Gregório II escreveu-lhe mais de uma vez, pedindo-lhe sua proteção e ajuda, e ele permaneceu, até sua morte, firme em barrar os muçulmanos. O filho de Martel, Pepino o Breve, manteve a promessa de seu pai e voltou para tomar Narbona em 759. Seu neto, Carlos Magno, na prática estabeleceu a Marca Hispânica além dos Pirenéus, na região onde hoje é a Catalunha, reconquistando Girona em 785 e Barcelona em 801. Essa região do que agora é a Espanha, era então chamada de "As Marcas Mouras" pelos carolíngios, que as via não só como um controle sobre os muçulmanos na Hispânia, mas o início da retomada da nação inteira de volta. Isto formou uma região-tampão permanente contra o Islã, e que se tornou a base, junto com o rei Pelágio das Astúrias (718-737, que iniciou sua luta contra os mouros nas montanhas de Covadonga em 722) e seus descendentes, para a Reconquista, até que todos os muçulmanos foram expulsos da Península Ibérica.

### Legado militar
Em primeiro lugar, Carlos Martel sempre será lembrado por sua vitória em Tours. Creasy argumenta que a vitória de Martel "preservou as relíquias da antiguidade e a origem das civilizações modernas". Edward Gibbon chama aqueles oito dias em 732, a semana que levou até Tours, e a própria batalha, "os eventos que salvaram nossos ancestrais da Grã-Bretanha, e nossos vizinhos da Gália, do jugo civil e religioso do Corão". Paul Akers, em seu artigo sobre Carlos Martel, diz para aqueles que abraçam o cristianismo "vocês talvez reservem um minuto hoje, e a cada outubro, para dizer um silencioso 'obrigado' para um bando de alemães semibárbaros e especialmente a seu líder, Carlos "o Martelo" Martel".
Em sua visão do que seria necessário para ele se opor a uma grande força e a uma tecnologia superior (os cavaleiros muçulmanos possuíam estribos), ele não ousou enviar seus poucos cavaleiros contra a cavalaria islâmica, e treinou seu exército para atacar numa formação usada pelos antigos gregos para resistir a um número superior de armas pela disciplina, coragem e a aceitação de morrer pela sua causa: sua falange. Ele treinou a nata de seus homens um ano inteiro, usando principalmente recursos da Igreja. Após usar apenas sua força de infantaria em Tours, ele estudou as forças inimigas e em seguida se adaptou a elas, inicialmente usando estribos e selas recuperadas dos cavalos mortos dos inimigos, e armaduras dos cavaleiros mortos. Após 732, ele começou a integrar dentro de seu exército a cavalaria pesada, usando estribos e armaduras, treinando sua infantaria para atacar em conjunto com a cavalaria, uma tática que o colocou num bom lugar em suas campanhas de 736-737, especialmente na batalha de Narbona. Sua incorporação da cavalaria pesada blindada nos exércitos ocidentais criou os primeiros "cavaleiros" do Ocidente.
Martel ganhou reputação de brilhante estrategista, numa época privada de estratégia, por sua habilidade de usar o que ele tinha disponível, integrando novas ideias e tecnologia. Consequentemente ele não foi derrotado de 716 até sua morte contra uma ampla gama de oponentes, inclusive a cavalaria muçulmana, na época a melhor do mundo, e os ferozes bárbaros saxões nas sua próprias fronteiras, apesar de virtualmente sempre estarem em maior número. Ele era o único general da Baixa Idade Média na Europa a usar a técnica de batalha oriental da falsa retirada. Sua habilidade para atacar onde, quando e como ele era menos esperado, era lendária. O processo de desenvolvimento das famosas ordens de cavalaria da França continuou no Édito de Pistres com seu tataraneto e homônimo Carlos o Calvo.
As derrotas que Martel infligiu aos muçulmanos foram absolutamente vitais e com isso o rompimento do mundo islâmico tornou o Califado incapaz de montar um ataque pleno à Europa via suas fortalezas ibéricas depois de 750. Sua habilidade para enfrentar esse desafio, até os muçulmanos se autodestruírem, é de grande importância histórica, e é o motivo por que Dante Alighieri escreve sobre ele no paraíso como um dos "Defensores da Fé". Após 750, a entrada para Europa Ocidental, o emirado ibérico, estava nas mãos dos Omíadas, enquanto a maior parte restante do mundo islâmico encontrava-se sob controle dos Abássidas, tornando uma invasão da Europa uma impossibilidade logística enquanto os dois impérios muçulmanos batalhavam entre si. Isto adiou a invasão islâmica da Europa até a conquista turca dos Bálcãs meio milênio depois.
John H. Haaren afirma em Famous Men of the Middle Ages ("Homens Notáveis da Idade Média") que
"A batalha de Tours, ou Poitiers, como deveria ser chamada, é considerada como uma das batalhas decisivas da história mundial. Ela decidiu que os cristãos, e não os muçulmanos, seriam o poder dominante na Europa. Carlos Martel é celebrado especialmente como o herói dessa batalha".
Da mesma forma que seu neto, Carlos Magno, que se tornaria famoso por seus rápidos e inesperados movimentos nas suas campanhas, Carlos Martel era lendário por nunca fazer o que seus inimigos previam que ele faria. Foi essa habilidade para fazer o inesperado e se mover mais depressa que seus oponentes achavam que ele se moveria o que caracterizou a carreira militar de Carlos Martel.
J. M. Roberts fala de Carlos Martel na sua nota sobre os Carolíngios na página 315 de seu History of the World, de 1993:
"Eles (os Carolíngios) produziram Carlos Martel, o soldado que mandou os árabes de volta em Tours e defensor de São Bonifácio, o evangelizador da Alemanha. Estes são dois feitos consideráveis que o marcaram na história da Europa".
Gibbons talvez resumiu o legado de Carlos Martel com mais eloquência: "em uma laboriosa administração de 24 anos ele restaurou e sustentou a dignidade do trono… pela energia de um guerreiro que na mesma campanha poderia expor seu estandarte no Elba, no Ródano e nas praias do oceano".
É notável que os homens do norte (guerreiros escandinavos e viquingues) não iniciaram suas terríveis incursões até depois da morte do neto de Martel, Carlos Magno. Eles tinham capacidade naval para começar aquelas incursões pelo menos três gerações antes, mas escolheram não desafiar Martel, seu filho Pepino e seu neto Carlos Magno. Isto foi provavelmente sorte de Martel, que apesar de seus enormes dons, provavelmente não seria capaz de repelir os viquingues simultaneamente aos muçulmanos, saxões e qualquer outros que ele tenha derrotado. No entanto, é notável que, novamente, apesar da habilidade para fazê-lo (os dinamarqueses haviam construído proteções para se defender de contra-ataques por terra e tinham a habilidade de enviar seus volumosos assaltos por mar antes do governo de Martel), eles escolheram não desafiar Carlos Martel.

## Pais
♂ Pepino de Herstal (◊ c. 635 † 714)
♀ Alpaida da Saxônia (◊ ? † ?)

## Casamentos e filhos
- em c. 705 com Rotruda de Tréveris (◊ c. 695 † 724), de quem teve:

1. ♂ Carlomano (◊ c. 715 † c. 755) prefeito do palácio da Austrásia de 741 a 747, antes de se retirar para o mosteiro de Monte Cassino;
2. ♂ Pepino o Breve (◊ c. 715 † 768) casou com Berta de Laon (◊ c. 720 † 783),
3. ♀ Hiltruda (◊ ? † 754), casada em 741 com Odilo, Duque da Baviera;
4. Provavelmente Landrada;
5. Provavelmente Auda de França (732 - 793) casou com Teodorico Maquir e mãe de Guilherme I de Tolosa;

- De seguida, casou com Rudaida provável prima da precedente
  1. ♂ Bernardo (◊ 725 † 787), abade de conde de Saint-Quentin.
- em c. 725 com Suanaquilda da Baviera (◊ ? † depois de 740), de quem teve:[10]

1. ♂ Grifo (◊ 726 † 753), conde de Mans;

- com Rotaida (◊ ? † ?), concubina:[10]

1. ♂ Jerónimo(◊ ? † 775), abade de Saint-Quentin;
2. Remígio de Ruão († 771), bispo de Rouen.